# Otto I. von Lobdeburg
Otto von Lobdeburg († 5. Dezember 1223) war von 1207 bis zu seinem Tode als Otto I. Bischof von Würzburg.

## Otto von Lobdeburg im Familienkontext
Otto stammte aus dem Adelsgeschlecht der Lobdeburger mit Sitz auf der Lobdeburg in Jena-Lobeda, Thüringen. Mit dem verwandten Konrad I. von Querfurt, Bischof von 1198 bis 1202, und seinem Neffen Hermann I. von Lobdeburg, Bischof in Würzburg von 1225 bis 1254, gestalteten die Lobdeburger, Nachkommen der Herren von Auhausen an der Wörnitz im Nördlinger Ries maßgeblich die Entwicklung des Bistums Würzburg in der ersten Hälfte des 13. Jahrhunderts.
Sein Wappen zeigt einen Schrägrechtsbalken, dem Stammwappen der Herren von Auhausen an der Wörnitz im Nördlinger Ries, auf dem Helm ein Pfau. Später legten sich die einzelnen Äste und Zweige der Lobdeburger verschiedene Wappen bei.

## Otto als Bischof
Die Verdienste Bischof Ottos I. für das Bistum Würzburg lagen in seinem Engagement in der wechselhaften Reichspolitik. Sein repräsentatives Auftreten als Reichsfürst und Fürstbischof führte zu einem Defizit im Finanzhaushalt des Bistums und zum endgültigen Verlust der Grundherrschaft Lambach und deren Einkünfte an den Herzog von Österreich.

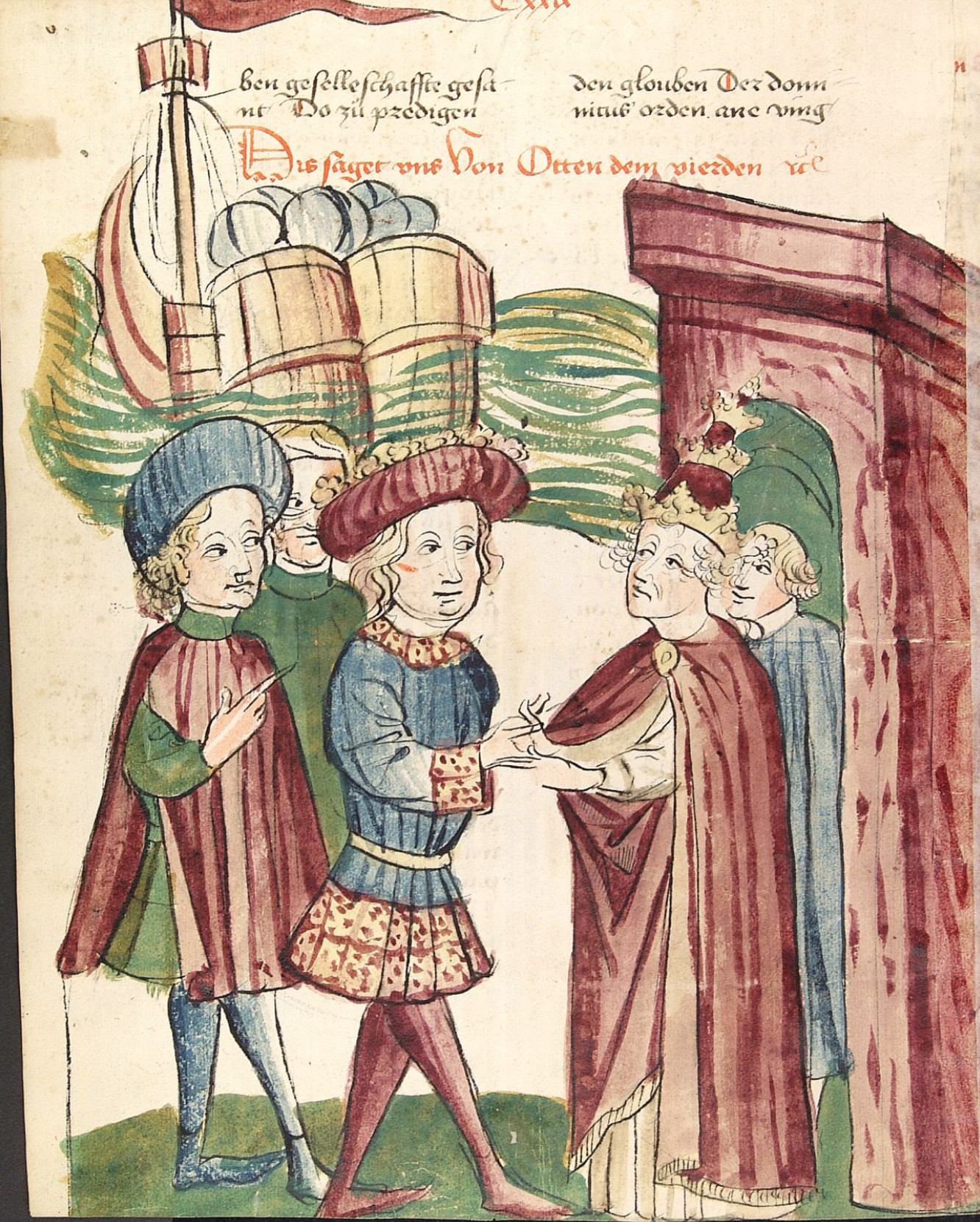
Otto IV. und Papst Innozenz III. reichen sich die Hände (aus Heidelberg, Cod. Pal. germ. 19–23, um 1450)

Seit Beginn seiner Amtszeit 1207 war Otto I. von Lobdeburg im Auftrag des Papstes Innozenz III. in kirchenpolitischen Angelegenheiten unterwegs. Er war als dessen Gesandter am kaiserlichen Hof damit beauftragt, gegen den  Bischof in Bremen Waldemar Beschwerde einzulegen. 1209 war es seine Aufgabe, dafür Sorge zu tragen, dass Eckbert von Andechs-Meranien wieder in sein Amt als Bischof im Erzbistum Bamberg eingesetzt wird, da Eckbert eine Mitschuld an der Ermordung des Philipp von Schwaben am 21. Juni 1208 nachgesagt wurde.
Am 24. Mai 1209 zog der Anwärter auf die Kaiserkrone Otto IV., in das festlich geschmückte Würzburg ein, wo eine größere Versammlung von Reichsfürsten abgehalten wurde, welche die Vorbereitungen der Fahrt nach Rom und der Krönung zum Kaiser zum Inhalt hatte. Am 18. November 1210 wurde Kaiser Otto IV. vom Papst Innozenz III. exkommuniziert. Gegenkönig war der Staufer Friedrich II. Wie der Erzbischof von Köln, blieb Otto I., Bischof von Würzburg, auf der Seite des Kaisers Otto IV. Dadurch entstanden in Köln und Würzburg schwere Unruhen. In Würzburg brachten die Ministerialen der Ravensburger den Kanoniker Heinrich III. von Ravensburg als Kandidaten gegen den Bischof ins Spiel. Die Ravensburger hatten bereits Konrad von Querfurt ermordet, ohne an kirchenpolitischen Einfluss zu verlieren. Nun bezogen sie wieder deutlich Stellung gegen die Lobdeburger. Obwohl Heinrich von Ravensburg durch das Bistum Mainz Zuspruch erfuhr, behauptete sich der zwischenzeitlich aus Würzburg vertriebene Otto I. von Lobdeburg und besiegte die Ravensburger.
1212 wechselte Bischof Otto I. von Lobdeburg die Fronten von den Welfen zu den Staufern. Er unterstützte nun den Gegenkönig Friedrich II. (HRR) und zog für ihn im Gefolge einer Heeresgruppe 1213 und 1217 nach Thüringen ins Feld gegen Otto IV. Damit hatte er das Vertrauen von Friedrich II. gewonnen und wurde der religiöse Betreuer von dessen Sohn Heinrich (VII.) (HRR) während dessen Aufenthalt in Italien.
Otto I. gründete 1221 das Franziskanerkloster Würzburg. Es war das erste Kloster der Franziskaner-Minoriten nördlich der Alpen. Außerdem entstanden erste Niederlassungen des Deutschen Ordens im Bistum Würzburg; dazu zählten 1213 Hüttenlehm, 1219 Bad Mergentheim und Würzburg.
Wo er bestattet wurde, ist nicht überliefert; sein rechter Arm wurde in das Kloster Auhausen gebracht, einer Stiftung der Herren von Auhausen im Nördlinger Ries, der Vorfahrensfamilie derer von Lobdeburg.